# 克拉斯诺亚尔斯克共和国
克拉斯诺亚尔斯克共和国（俄语：Красноярская республика）是1905年俄国革命时期在俄罗斯帝国克拉斯诺亚尔斯克建立的工人和士兵自治政府，存在于1905年12月9日—27日。当时，工兵代表联合苏维埃（成立于1905年12月6日，成员有约120人，包括布尔什维克、孟什维克、社会革命党人和无党派人士）在安德烈·库兹明领导的士兵苏维埃的支持下夺取了权力。